# Dritter Leiterkogel
Dritter Leiterkogel är en bergstopp i Österrike.   Den ligger i distriktet Spittal an der Drau och förbundslandet Kärnten, i den centrala delen av landet, 300 km väster om huvudstaden Wien. Toppen på Dritter Leiterkogel är 2 497 meter över havet.
Terrängen runt Dritter Leiterkogel är bergig. Runt Dritter Leiterkogel är det ganska glesbefolkat, med 29 invånare per kvadratkilometer.. Närmaste större samhälle är Matrei in Osttirol, 17,3 km väster om Dritter Leiterkogel. 
Trakten runt Dritter Leiterkogel består i huvudsak av gräsmarker.